# Hợp âm trưởng
Trong lý thuyết âm nhạc, một hợp âm trưởng là một hợp âm bao gồm các nốt gốc, một nốt quãng ba trưởng và một nốt quãng năm đúng. Khi một hợp âm có ba nốt cụ thể này sẽ được được gọi là một hợp âm trưởng. Ví dụ, một hợp âm trưởng được xây dựng trên nốt C được gọi là hợp âm Đô trưởng, có các cao độ C – E – G tương ứng:
Audio playback is not supported in your browser. You can download the audio file.

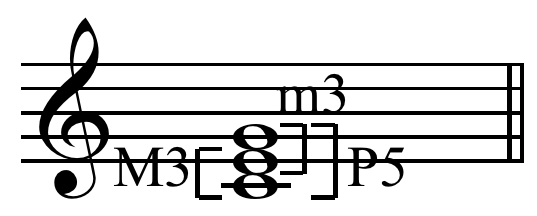
Một hợp âm trưởng có hợp âm 3 trưởng (M3) ở dưới cùng, hợp âm ba thứ (m3) ở trên cùng và một quãng 5 đúng (P5).

Trong phân tích hài âm và trên các bản ghi nhạc, hợp âm Đô trưởng thường được ký hiệu là C, Cmaj hoặc CM. Hợp âm trưởng được biểu diễn bằng ký hiệu số nguyên {0, 4, 7}.
Một hợp âm trưởng cũng có thể được mô tả bằng các quãng của nó: khoảng giữa nốt gốc và nốt giữa là quãng ba trưởng và nốt giữa và nốt trên là quãng ba thứ. Ngược lại, một hợp âm thứ có quãng ba thứ ở dưới cùng và quãng ba trưởng ở trên. Cả hai đều chứa một nốt quãng năm đúng, vì một quãng ba trưởng (bốn lần nửa cung) cộng với một quãng ba thứ (ba lần nửa cung) bằng một quãng 5 đúng (bảy lần nửa cung).
Trong âm nhạc cổ điển phương Tây từ năm 1600 đến năm 1820 và trong nhạc pop, dân gian và nhạc rock phương Tây, một hợp âm trưởng thường được chơi như một hợp âm. Cùng với hợp âm thứ, hợp âm trưởng là một trong những nền tảng cơ bản của âm nhạc trong giai đoạn thực hành phổ biến phương Tây và nhạc pop, dân gian và rock phương Tây. Nó được coi là âm thanh hài hoà, ổn định mà không cần chứng minh hay phân tích. Trong âm nhạc phương Tây, hợp âm thứ lại mang "âm thanh trầm hơn hợp âm trưởng", mang lại cảm giác buồn bã hoặc u ám.
Một số hợp âm trưởng có đi kèm các nốt bổ sung, chẳng hạn như hợp âm bảy treo cũng được gọi là hợp âm trưởng. Hợp âm bảy treo được sử dụng trong nhạc jazz và đôi khi trong nhạc rock. Trong nhạc jazz, các hợp âm trưởng cũng có thể được bổ sung thêm các âm sắc khác, chẳng hạn như hợp âm chín trưởng và hợp âm mười ba trưởng.

## Hợp âm đảo
Một hợp âm trưởng nhất định có thể được vang lên theo nhiều cách. Ví dụ, các nốt của một hợp âm trưởng Đô, C – E – G, có thể được sắp xếp theo nhiều thứ tự dọc khác nhau và hợp âm sẽ vẫn là một bộ ba C trưởng. Tuy nhiên, nếu nốt thấp nhất (tức là nốt trầm nhất) không phải là gốc của hợp âm, thì hợp âm đó được cho là ở vị trí nghịch đảo. Nếu gốc của hợp âm cũng nằm ở vị trí thấp nhất thì là hợp âm trưởng gốc. Nếu gốc của hợp âm nằm ở vị trí giữa thì là thể đảo nhất, nếu gốc hợp âm nằm ở trên cùng sẽ là thể đảo hai. Những thể đảo này của một hợp âm Đô trưởng được hiển thị bên dưới.
Audio playback is not supported in your browser. You can download the audio file.
Các nốt bổ sung phía trên nốt trầm có thể theo bất kỳ thứ tự nào và hợp âm vẫn giữ được bản sắc thể đảo của nó. Ví dụ, một hợp âm Đô trưởng được coi là thể đảo đầu tiên nếu nốt thấp nhất của nó là E, bất kể các nốt phía trên nó được sắp xếp như thế nào hoặc thậm chí có cao độ cao gấp đôi, nghĩa hơn một quãng 8.

## Bảng hợp âm trưởng
Trong bảng này, tên hợp âm nằm ở cột ngoài cùng bên trái. Các hợp âm được đưa ra ở vị trí gốc. Đối với một tên hợp âm nhất định, ba cột sau chỉ ra các nốt riêng lẻ tạo nên hợp âm này. Vì vậy, trong hàng đầu tiên, hợp âm là Đô trưởng, được tạo thành từ các cao độ C, E và G.
| Hợp âm | Gốc | Nốt quãng ba trưởng | Nốt quãng năm đúng |
| ------ | --- | ------------------- | ------------------ |
| C      | C   | E                   | G                  |
| C♯     | C♯  | E♯ (F)              | G♯                 |
| D♭     | D♭  | F                   | A♭                 |
| D      | D   | F♯                  | A                  |
| D♯     | D♯  | F (G)               | A♯                 |
| E♭     | E♭  | G                   | B♭                 |
| E      | E   | G♯                  | B                  |
| F      | F   | A                   | C                  |
| F♯     | F♯  | A♯                  | C♯                 |
| G♭     | G♭  | B♭                  | D♭                 |
| G      | G   | B                   | D                  |
| G♯     | G♯  | B♯ (C)              | D♯                 |
| A♭     | A♭  | C                   | E♭                 |
| A      | A   | C♯                  | E                  |
| A♯     | A♯  | C (D)               | E♯ (F)             |
| B♭     | B♭  | D                   | F                  |
| B      | B   | D♯                  | F♯                 |

## Điệu tính

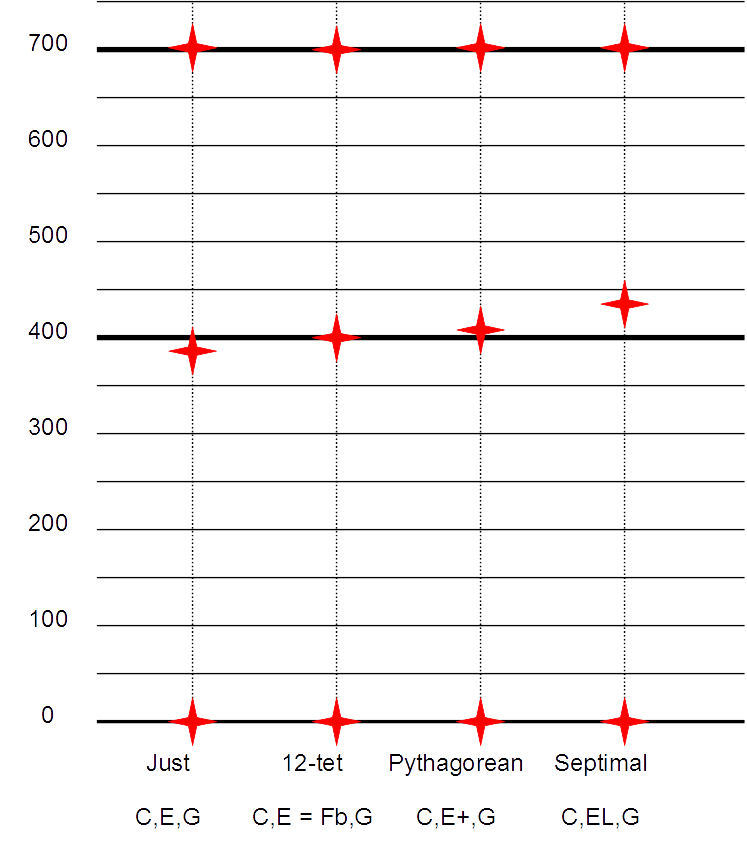
So sánh tính bằng cent của các giai điệu từ hợp âm trưởng

Hầu hết các nhạc cụ bàn phím của phương Tây đều được điều chỉnh để có bình quân luật. Ở trạng thái bình quân, mỗi nửa cung cách nhau một khoảng bằng nhau và có bốn nửa cung giữa gốc và nốt quãng ba trưởng, ba nửa cung giữa nốt quãng ba trưởng và nốt quãng năm đúng, cuối cùng bảy cung giữa gốc và nốt quãng năm đúng.
Một hệ thống điều chỉnh khác được sử dụng trong điệu tính. Trong điệu tính, một hợp âm trưởng được điều chỉnh theo tỷ lệ tần số 4: 5: 6.

Tập_tin:Just_major_triad_on_C.mid

Điều này có thể được tìm thấy trên các bậc I, IV, V, ♭ VI, ♭ III và VI. Trong bình quân luật, quãng năm giảm chỉ hẹp hơn hai cent so với quãng năm đúng, quãng ba trưởng có sự khác biệt đáng kể ở mức rộng hơn, khoảng 14 cent.